# Baeopterogyna
Baeopterogyna is een muggengeslacht uit de familie van de paddenstoelmuggen (Mycetophilidae).

## Soorten
- B. mihalyii Matile, 1975
- B. nudipes Vockeroth, 1972